# Danse serpentine (film 1896)
Danse serpentine è un cortometraggio del 1896 diretto da Georges Méliès.

## Trama
Una donna vestita con un ampio abito danza su un palco di teatro.